# سيرجي بيلـؤوسوف
سيرجي بيلـؤوسوف (بالروسية: Белоусов, Сергей Александрович)‏ هو لاعب كرة قدم روسي في مركز الوسط، ولد في 4 مايو 1990 في ييليتس في روسيا. شارك مع منتخب روسيا الثاني لكرة القدم. أما مع النوادي، فقد لعب مع توربيدو موسكو وشينيك ياروسلافل ونادي روستوف ونادي ساتورن رامنسكوي.

## وصلات خارجية
- سيرجي بيلـؤوسوف على موقع قاعدة بيانات كرة القدم.إي يو (الإنجليزية)
- سيرجي بيلـؤوسوف على موقع Soccerway.com (الإنجليزية)
- سيرجي بيلـؤوسوف عل موقع إسبنسكروم (الإنجليزية)